# Спарта (митология)
Вижте пояснителната страница за други значения на Спарта.
Спарта (на гръцки: Σπάρτη или Σπάρτα, Sparta) е в древногръцката митология дъщеря на царя на Лакония Еврот и Клета.
Омъжва се за Лакедемон (също неин чичо) и понеже баща ѝ няма син, той става цар на Спарта.
С него тя има син Амикъл (Amyklas) и дъщеря Евридика, която се омъжва за Акрисий, цар на Аргос и е майка на Даная.
Лакедемон основава нова столица и я нарича на съпругата си Спарта.